# Тимофей Гераклейский
Тимофей (др.-греч. Tιμoθεoς; (367—337 год до н. э.), сын Клеарха Гераклейского, тиран Гераклеи Понтийской в 345—337 гг. до н. э.
Берве считал, что именно Тимофей был тем сыном, которого Клеарх привлек для сакрализации своей власти и именовал Керунос (громобой).
Так как на момент гибели Клеарха в 352 году до н. э. Тимофей и его брат Дионисий не достигли совершеннолетия, то от их имени стал править брат убитого Сатир.
В 345 году до н. э. после смерти Сатира власть унаследовал Тимофей.
Тимофей принял ряд мер способствовавших росту популярности тирании в Геракле: он из своих средств оплатил ростовщикам задолженность, а нуждающимся предоставил беспроцентную денежные ссуды из тюрем отпустил не только невиновных, но и тех, на ком была вина. При Тимофее ученик Платона — Гераклид Понтийский открыл в городе философскую школу. Исократ, учивший ещё отца Тимофея Клеарха, положительно оценивал деятельность Тимофея.
Тимофей по отечески любил своего брата Дионисия и, в 340 году до н. э. сделал его соправителем. Тимофей, не занимая никакой должности в полисе, выполнял обязанности судей, а также командовал местным ополчением.
После смерти Тимофея в 337 году до н. э. наследником стал его брат Дионисий. По словам Мемнона: 

скончавшись, он оставил по себе великую скорбь, и поднялся плач, равный скорби.— Мемнон О Гераклее 
 Дионисий с большим великолепием сжег тело и в память об умершем воздвиг пышную гробницу. Возле неё регулярно проводились конные и сценические состязания, а также состязания в пении и гимнастике. Бреве пишет: «В честь умершего был учрежден культ, положенный основателям городов».